# Bipolaris sacchari
Bipolaris sacchari är en svampart som först beskrevs av E.J. Butler, och fick sitt nu gällande namn av Shoemaker 1959. Bipolaris sacchari ingår i släktet Bipolaris och familjen Pleosporaceae.   Inga underarter finns listade i Catalogue of Life.